# Membranipora
Membranipora är ett släkte av mossdjur som beskrevs av de Blainville 1830. Membranipora ingår i familjen Membraniporidae.
Släktet Membranipora indelas i:
- Membranipora arcifera
- Membranipora bartschi
- Membranipora chesapeakensis
- Membranipora commensalis
- Membranipora conjunctiva
- Membranipora dorbignyana
- Membranipora eriophoroidea
- Membranipora falsitenuis
- Membranipora gorensis
- Membranipora hugliensis
- Membranipora hyadesi
- Membranipora inornata
- Membranipora limosa
- Membranipora limosoidea
- Membranipora lingdingensis
- Membranipora malaccensis
- Membranipora membranacea
- Membranipora pachytheca
- Membranipora paragrandicella
- Membranipora parasavartii
- Membranipora paulensis
- Membranipora puelcha
- Membranipora pulchella
- Membranipora raymondi
- Membranipora rustica
- Membranipora similis
- Membranipora tenuis
- Membranipora triangularis
- Membranipora tuberculatoidea
- Membranipora varians
- Membranipora villosa
- Membranipora virgata

## Bildgalleri

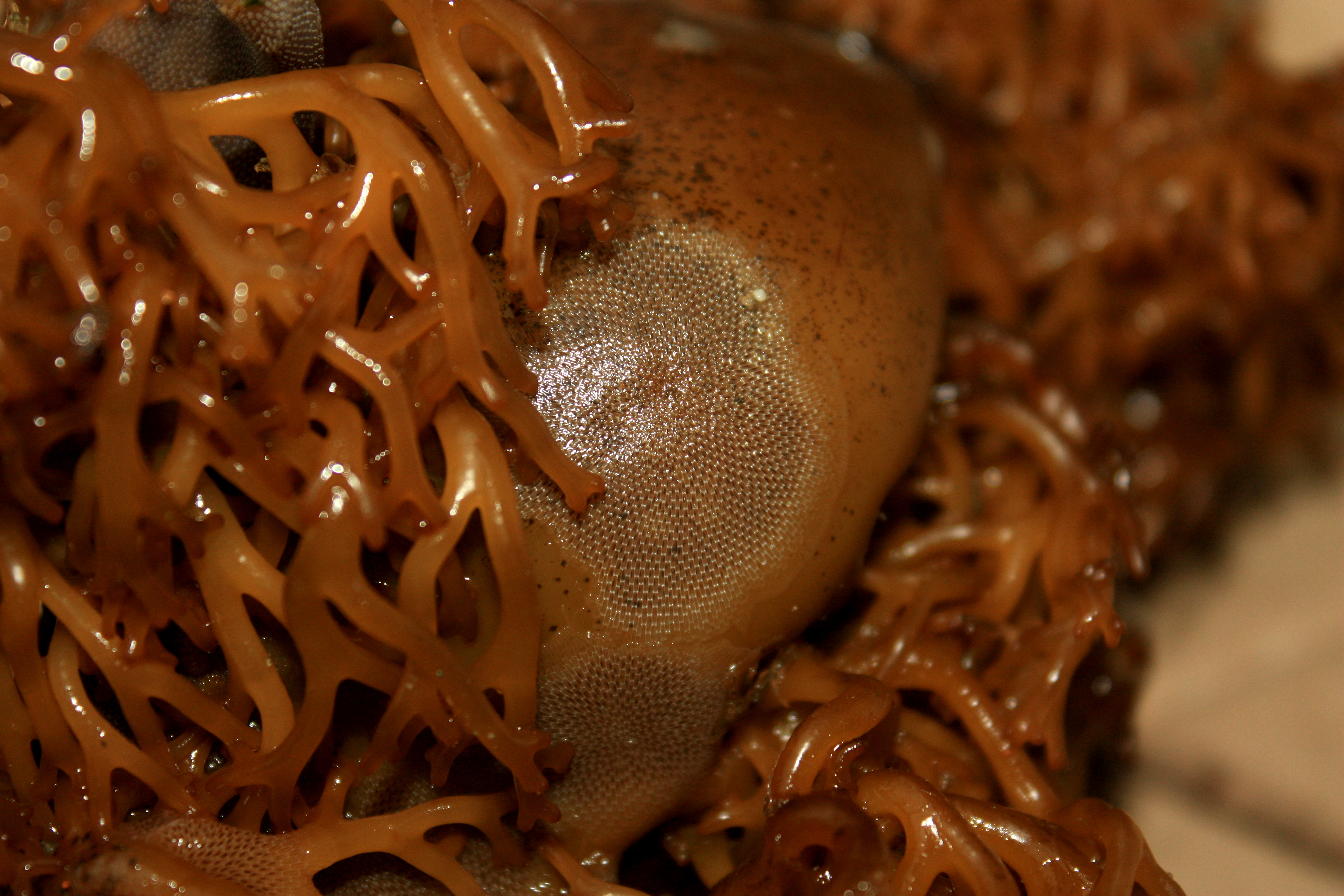
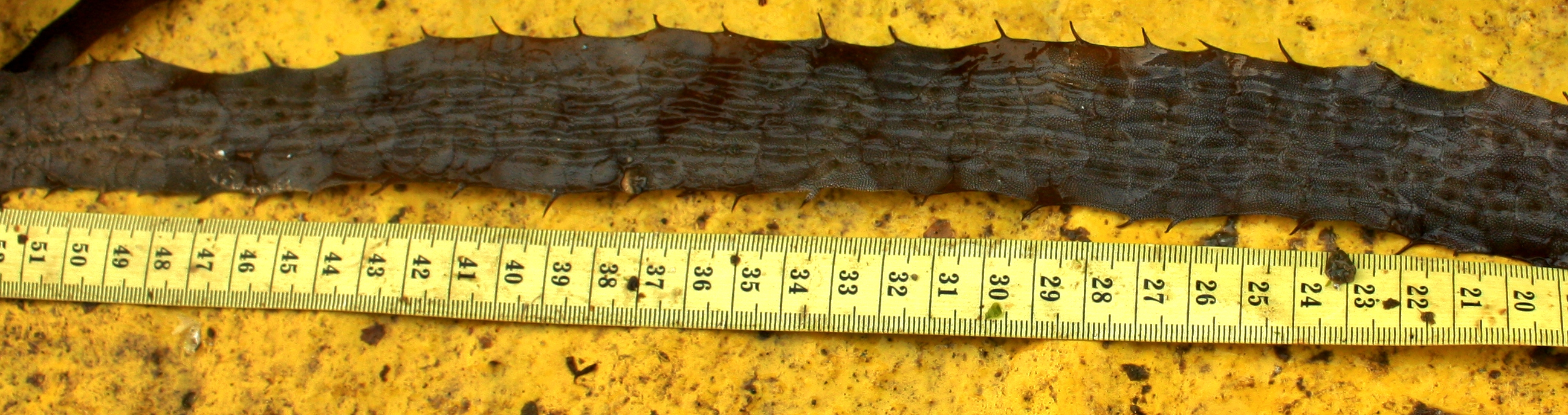
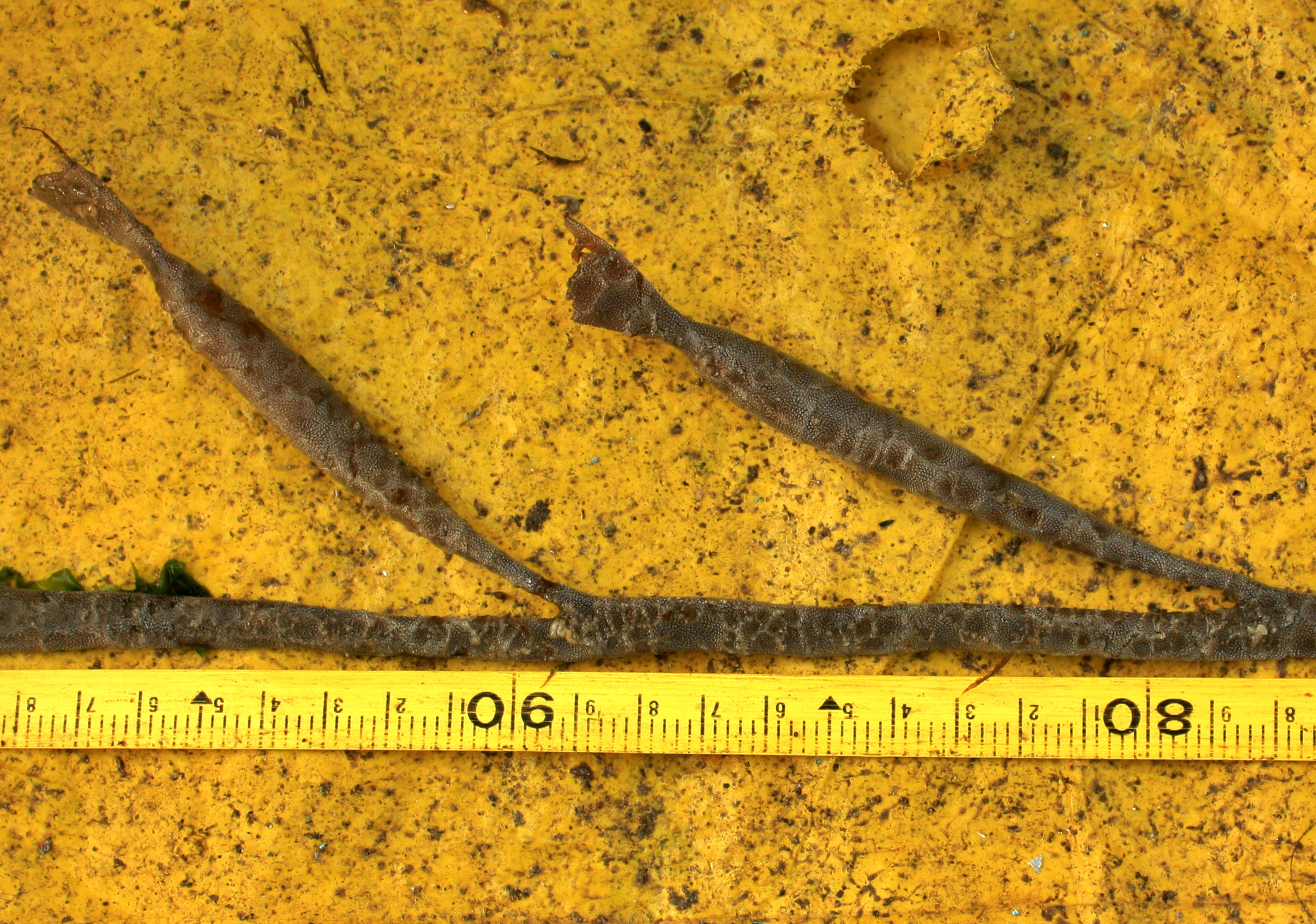